# 양포항 (포항시)
양포항(良浦港)은 경상북도 포항시 남구 장기면 양포리에 있는 어항이다. 다기능어촌어항으로 어항시설 외에 해양레저·공연장 등을 갖추고 있어 해양휴식 공간으로의 역할도 수행하고 있다. 1971년 12월 21일 국가어항으로 지정되었다. 관리청은 해양수산부 동해어업관리단, 시설관리자는 포항시장이다.

## 어항 연혁
- 양포리는 양포 서편 산 아래에 있는 마을로 이 마을은 달이 뜨면 제일 먼저 달빛이 비치는 곳이라하여 양월이라 한다.
- 교통의 요충지에 위치한 국가어항으로 1985년 기본시설 계획을 수립하고 1989년 기본시설을 완공한 후 1996년 방파제 보강계획을 수립, 2002년 해안침식방지대책을 마련했다.[1]

## 어항 구역
양포항의 어항구역은 다음과 같다.
- 수역: 동측 돌단으로부터 남측 등대를 연결하는 선을 따라 형성된 공유수면[2]
- 육역: 경상북도 포항시 남구 장기면 양포리 1-1 외 8필지 (세부내역 생략)[3]

## 주요 어종
양포항의 주요 어종은 방어, 임연수어, 문어, 가자미 등이며, 미역 등을 채취한다.

## 여행 정보
- 북으로 연결된 감포-구룡 간의 도로와 양포에서 포항으로 연결되는 도로가 있어서 교통의 요충지라 할 수 있다. 또한 양포항은 남, 북, 서의 세 방향이 높은 산으로 둘러싸여 있으며 항내로 양포천이 흐르고 있다. 주변에 유난히 문화적 관광지가 많은데 일제시대 수난을 당했던 기록을 간직한 장기읍성을 비롯해서 신라역사의 발자취가 느껴지는 일월지 등이 주변에 자리 잡고 있어서 관광객들의 발걸음을 더욱 양포항으로 돌리게 한다.[4]

## 주변관광명소
- 오어사 : 신라 진평왕때 창건된 사찰로 천년신비의 방생도량의 사찰로 전해진다.
- 일월지 : 고대 신라의‘연오랑 세오녀’전설이 있는 지역이며, 동해에서 솟는 새해 첫날의 아침 해를 감상할 수 있는 곳이다.
- 장기읍성 : 일제강점기 당시 파괴되고 단지 향교만이 고장 주민들에 의해 복원되어 유지되고 있을 뿐이다. 성벽은 대부분이 허물어졌으며 동해안을 지키는 장기 지방의 중요한 군사기지이다.